# Francis Aidan Gasquet
Francis Aidan Gasquet (ur. 5 października 1846 w Londynie, zm. 5 kwietnia 1929 w Rzymie) – angielski duchowny katolicki, benedyktyn, kardynał, wysoki urzędnik Kurii Rzymskiej.

## Życiorys
Do zgromadzenia zakonnego św. Benedykta (benedyktyni) wstąpił w styczniu 1866 roku. Ostateczne śluby zakonne złożył 8 grudnia 1870 roku. Święcenia kapłańskie przyjął 19 grudnia 1871 roku w Opactwie Downside z rąk George'a Erringtona arcybiskupa koadiutora Westminsteru. W 1907 roku został przewodniczącym Papieskiej Komisji ds. Rewizji Wulgaty. Na konsystorzu 25 maja 1914 roku papież Pius X wyniósł go do godności kardynalskiej z tytułem diakona San Giorgio in Velabro. Uczestnik konklawe w 1914 roku, które wybrało na papieża Benedykta XV. 28 listopada 1917 roku mianowany prefektem Tajnych Archiwów Watykańskich, zaś 9 maja 1919 roku mianowany Bibliotekarzem Świętego Kościoła Rzymskiego i 11 listopada 1920 roku także Archiwistą Świętego Kościoła Rzymskiego. Uczestnik konklawe w 1922 roku, które wybrało na papieża Piusa XI.